# Ion Gonța
Ion Gonța (n. 11 noiembrie 1953, Bardar, Ialoveni – d. 2004, Paris) a fost un jurnalist din Republica Moldova, director al companiei TeleRadio Moldova. A decedat în 2004 la Paris, unde lucra în funcția de Consilier al Ambasadei Republicii Moldova în Franța.